# كريستوف رو
كريستوف رو هو متزحلق جبال الألب سويسري، ولد في 27 يوليو 1983 في Verbier ‏ في سويسرا.

## وصلات خارجية
- كريستوف رو على موقع الاتحاد الدولي للتزلج (التزلج على المنحدرات الثلجية) (الإنجليزية)
- كريستوف رو على موقع أوليمبيديا (الإنجليزية)